# Tatort: Eine bessere Welt
Eine bessere Welt ist ein Fernsehfilm aus der Krimireihe Tatort. Lars Kraumes Film führt Nina Kunzendorf und Joachim Król als neues Frankfurter Ermittlerteam Conny Mey/Frank Steier ein. Der vom Hessischen Rundfunk produzierte Beitrag wurde am 8. Mai 2011 auf Das Erste erstgesendet.

## Handlung
Der verwirrte Sven Döring beschuldigt die behandelnden Ärzte, seinen seit einem Jahr im Koma liegenden Sohn Stefan töten zu wollen, weil sie wegen Hirntod die Maschinen abschalten wollen. Außerdem beschuldigt er die junge Mariam Sert, die seinen Sohn nach einem Verkehrsunfall auf der Straße liegend gefunden hat, diesen umgefahren zu haben, und meldet das auf dem Kommissariat den anwesenden Kommissaren Steier und Mey, die daraufhin erstmals zusammenarbeiten. Steier ist der ein Jahr alte Fall bekannt. 
Döring behauptet, die Ermittlungen seien verschleppt worden, weil der damals ermittelnde Beamte Seidel ein Verhältnis mit der jungen Frau habe, und setzt Mariam permanent durch Stalking psychisch unter Druck. Conny Mey und Frank Steier versuchen zunächst erfolglos einzugreifen, ihnen sind aber die Hände gebunden, da es noch kein Mordopfer gibt. Als sich der Verdacht erhärtet, stellt Steier Döring zur Rede und führt eine Gefährderansprache durch. Steier erfährt von der Schwester Dörings, dass die einzige Rettung des Sohnes vor dem Vater nur der Tod sein könnte.
Im Kommissariat erzählt Mariam Sert schließlich die Wahrheit. Sie sei betrunken mit dem Auto auf dem Weg nach Hause gewesen, musste auf einer Brücke anhalten, um sich zu übergeben, und das spätere Unfallopfer habe sie aus der Ferne angesprochen. Dann sei ein Fahrer mit seinem Sportauto angerast gekommen, habe den jungen Mann überfahren und sei geflüchtet. Die junge Frau habe sich in ihr Auto gesetzt und sei weggefahren. Auf dem Weg nach Hause sei sie nach mehreren Minuten umgedreht, sei zurückgefahren und habe die Rettungskräfte verständigt. Der ermittelnde Kommissar Seidel habe die Trunkenheit verschwiegen, damit die Frau keine Schwierigkeiten wegen ihrer Zeugenaussage bekäme. Steier konfrontiert seinen Kollegen Seidel mit dieser Aussage, dieser gibt zu, dass er als Gegenleistung dafür, dass er die Trunkenheit Mariam Serts nicht im Protokoll erwähnt hat, von ihr Sex verlangt habe, worauf die junge Frau einmal mit ihm geschlafen habe. Steier wirft dem Kollegen daraufhin Amtsmissbrauch vor. Seidels Ehefrau bekommt das Gespräch zufällig mit. Seidel wird suspendiert und muss seinen Arbeitsplatz räumen.
Döring bricht derweil in die Wohnung von Mariam Sert ein und überfällt sie, als sie nach Hause kommt. Die junge Frau kann fliehen. Döring wird in die Psychiatrie eingeliefert, aber am nächsten Tag mangels Auffälligkeiten wieder freigelassen.
Als Stefan Döring im Krankenhaus stirbt, dreht der Vater durch. Er schleicht sich in das Polizeipräsidium und verletzt auf dem Flur den Freund Mariams und Kommissar Steier mit einem Messer, bevor er überwältigt und festgenommen werden kann. Steier wird mit einem Rettungshubschrauber ins Krankenhaus gebracht und notoperiert. Mey, Seidel und der Chef der Mordkommission warten im Krankenhaus auf Neuigkeiten von den Ärzten. Nach der OP, die Steier übersteht, wird er in den Aufwachraum gefahren, wo Mey dem noch narkotisierten Steier die Hand hält.

## Hintergrund
Der in Frankfurt am Main spielende Kriminalfilm wurde von der ARD als 800. Tatort-Folge gesendet. Die Dreharbeiten begannen im November 2010. Gedreht wurde unter anderem in Frankfurt-Riedberg, auf der Konstablerwache und der Honsellbrücke.
Das Ermittlerduo löste das hessische Tatort-Team Charlotte Sänger und Fritz Dellwo (Andrea Sawatzki und Jörg Schüttauf) ab.
Die Fernsehspielchefin des Hessischen Rundfunks Liane Jessen sagte, dass sie sich keinem Quotendruck unterwerfe und in dieser Folge auf Filmkunst-Elemente setze.

## Rezeption

### Einschaltquoten
Die Erstausstrahlung am 8. Mai 2011 wurde in Deutschland insgesamt von 8,71 Millionen Zuschauern gesehen und erreichte einen Marktanteil von 27,5 % für Das Erste; in der Gruppe der 14- bis 49-jährigen Zuschauer konnten 2,74 Millionen Zuschauer und ein Marktanteil von 20,8 % erreicht werden.

### Kritik
Die Kritiken beurteilten aufgrund der Neubesetzung weniger das Drehbuch als das neu besetzte Team, so nannte etwa Martin Eich in Welt Online Conny Mey „das archetypische Gegenstück zur schwermütigen Charlotte Sänger der Andrea Sawatzki“. Weiter urteilte er: „Mey und Steier, der von Joachim Król kongenial verkörpert wird, sind ein Zufallspaar. Intellekt und Intuition, verschrobene Distinguiertheit und Proleten-Charme – diese Kombination funktioniert seit der 1970er-Jahre-Kultserie Die 2 mit Roger Moore und Tony Curtis und auch bei der längst unter die dramaturgische wie schauspielerische Armutsgrenze abgerutschten ZDF-Produktion „Ein Fall für zwei“, […]“
Der Focus lobte ebenso:  „Es ist zum Auftakt ziemlich großartig erzählt, wie Hauptkommissarin Conny Mey (Nina Kunzendorf) und Hauptkommissar Frank Steier (Joachim Król) ihre Fernseh-Beziehung begründen. Sie sind zwei, die nicht zueinander wollen, aber dramaturgisch zueinander finden müssen. Zwei Welten prallen aufeinander.“
Tilmann P. Gangloff merkte auf evangelisch.de an: „Im 800. Tatort stiehlt Nina Kunzendorf als Kommissarin Conny Mey ihren Mitstreitern souverän die Schau. Sie versieht die Rolle mit derart viel Attraktivität und Ausstrahlung, dass der Kollege vor lauter Introvertiertheit fast autistisch wirkt. Da braucht es nicht mal einen Mord.“
In TV Digital hieß es dagegen: „Drehbuchschwächen, die der Krimi durchaus aufweist, machen amüsante Dialoge leicht wieder wett. Wenn Król alias Steier seine Kollegin anherrscht, ‚Sie gehen mir dermaßen auf den Senkel. Wenn Sie den Menschen wirklich helfen wollen, dann machen Sie doch ein Nagelstudio auf‘, dann weiß man: Dies ist der Beginn einer großen Freundschaft, der neugierig auf die Fortsetzung macht.“ Carsten Heidböhmer bemängelte im Stern das unnötig dramatische Finale, nachdem die Folge „lange plätschert[e]“.

## Auszeichnungen
- Nominierung für den Deutschen Fernsehpreis 2011 in der Kategorie Bester Schauspieler an Justus von Dohnányi
- Hessischer Fernsehpreis 2011 in der Kategorie Bester Darsteller an Justus von Dohnányi